# کا-۱۳

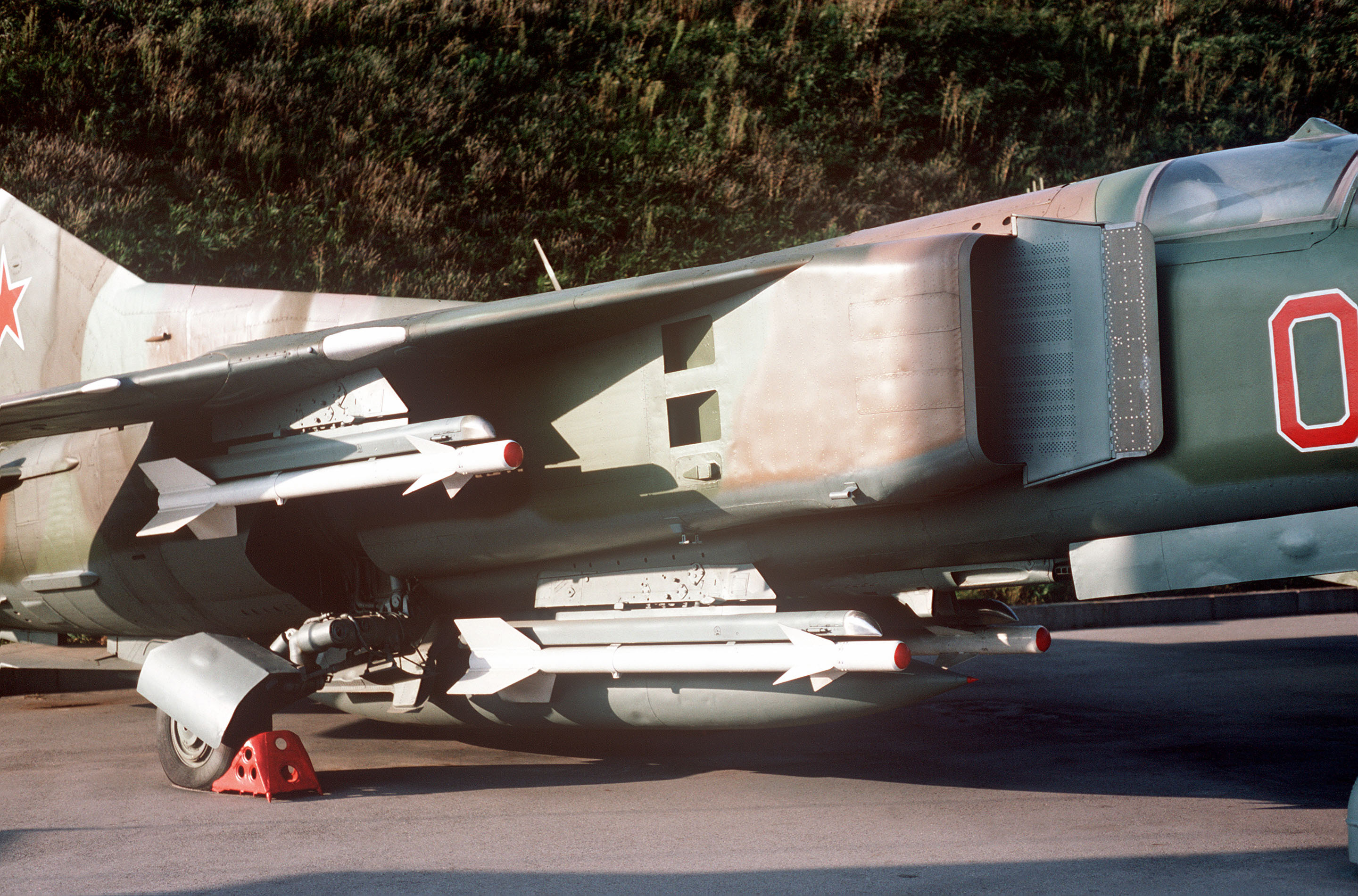
کا-۱۳ ویمپل

کا-۱۳ ویمپل (نام ناتو آآ-۲ آتول)، یک موشک هوا به هوای برد کوتاه هدایت شونده با فروسرخ است که توسط شوروی توسعه داده شد. این موشک از لحاظ ظاهر و عملکرد مشابه آیم-۹ سایدویندر آمریکایی است. سرعت آن ۲٫۵ ماخ بود و در میگ ۲۱ و میگ ۲۳ قابل بارگیری می‌باشد. با وجودیکه اکنون توسط موشک‌های مدرنتری جایگزین شده اما در گذشته مورد استفاده بسیاری کشورها بود.

## پیش زمینه و سایدویندر
در زمان بحران دوم تنگه تایوان  در سال ۱۹۵۸، اف-۸۶ سیبرهای تایوانی با هواپیماهای بسیار مانور پذيرتر میگ ۱۷ ارتش آزادیبخش خلق چین مواجه می‌شدند. میگ‌ها سرعتُ مانورپذیری، و ارفتاع پروازی بالاتری داشتند که به آن‌ها اجازه می‌داد با راحتی در زمان‌هایی که از برتری نسبی برخوردار بودند با سیبرهای تایوان درگیر شوند. در پاسخ نیروی دریایی ایالات متحده ۱۰۰ فروند از سیبرهای تایوانی را بهینه سازی کرد تا توان حمل و پرتاب سایدویندر برخوردار شوند. برای اولین بار در ۲۴ سپتامبر ۱۹۵۸ هنگامی که گروهی از میگ ۱۷‌ها از فراز سیبرها گذشتند خود را در مقابل آتش موشک هوا به هوا مواجه دیدند. این نخستین استفاده از موشک هوا به هوا در نبرد واقعی بود.
در ۲۵ سپتامبر ۱۹۵۸  درگیری مشابهی روی داد که در حین آن یکی از موشک‌ها بدون اینکه منفجر شود در میگ ۱۷ گیر کرد، و میگ توانست به همان صورت فرود بیاید. شوروی‌ها با اطلاع از ماجرا توانستند چینی‌ها را  قانع کنند تا موشک را تحویل ‌آن‌ها دهند.  گنادی سوکولوسکی که بعدها سر مهندس در ویمپل شد گفته که موشک سایدویندر برای ما به مثابه یک درس دانشگاهی در ساخت موشک بود.
ادعای دیگری هم که توسط ران وستروم در کتاب سایدویندر شده‌است که روس‌ها نقشه‌های سایدویندر را از کلنل سوئدی که متهم و محکوم به جاسوسی شد دریافت کرده‌اند. البته این ادعا توسط منابع روسی تأیید نشده‌اند.  